# Hullalli, Hungund
Hullalli là một làng thuộc tehsil Hungund, huyện Bagalkot, bang Karnataka, Ấn Độ.